# Eugen Mack
Eugen Mack (ur. 21 września 1907 w Arbon, zm. 29 października 1978 w Bazylei) – szwajcarski gimnastyk. Wielokrotny medalista olimpijski.
Brał udział w dwóch igrzyskach na przestrzeni ośmiu lat – startował w Amsterdamie i Berlinie. Łącznie wywalczył osiem medali. Był wielokrotnym medalistą mistrzostw świata (1934 i 1938). Podczas mistrzostw świata w 1934 zdobył pięć złotych krążków, w tym w wieloboju.
W 1999 został uhonorowany miejscem w Hall of Fame Gimnastyki.

## Starty olimpijskie (medale)
Amsterdam 1928
- drużyna, skok –  złoto
- drążek –  brąz

Berlin 1936
- wielobój, drużyna, skok, koń z łękami –  srebro
- ćwiczenia wolne –  brąz